# August Heinrich Kuhlmeyer
August Heinrich Kuhlmeyer (* 3. Mai 1781 in Havelberg; † 26. September 1865 in Görlitz) war ein preußischer und westphälischer Beamter.

## Leben
Die Kuhlmeyers waren eine Bürgerfamilie aus Werder (Havel), wo ein Vorfahr Kuhlmeyers Bürgermeister war. Später zog das Geschlecht nach Brandenburg an der Havel. Sein Vater Christian Gottlieb Ludwig Kuhlmeyer war Syndikus am Domstift in Havelberg und verheiratet mit Charlotte Catharina Hauptmann. Aus der Ehe gingen zwei Kinder hervor, darunter ein Bruder Ludwig Wilhelm, der später beim Appellationsgericht Bromberg angestellt war.
Kuhlmeyer bestand am Joachimsthalschen Gymnasium die Abiturprüfung. An der Friedrichs-Universität Halle studierte er Rechts- und Kameralwissenschaft. Er begann seine Laufbahn 1801 als Referendar bei der Kriegs- und Domänenkammer der Kurmark. Im Jahr 1802 wurde er in die Spezial-Organisationskommission für das Eichsfeld berufen und in der neu gegründeten Erfurt-Eichsfeldischen Kriegs- und Domänenkammer als Assessor angestellt. Dort war er unter dem Kammerdirektor Samuel Gottfried Borsche als Assessor tätig. Nach Auflösung der Kammer trat er 1807 in den Dienst des Königreichs Westphalen. Er wurde Unterpräfekt des Distrikts Osterode im Departement des Harzes. Auf diesem Posten blieb er bis August 1813. Nach dem Ausscheiden des Präfekten Burchhard von Bülow übernahm er in den Monaten September und Oktober kursorisch die Amtsgeschäfte als Oberpräfekt im Distrikt Heiligenstadt. Nach dem Ende des Königreichs Westphalen wurde er 1816 Regierungsdirektor in Minden. Ab 1827 war er Geheimer Oberfinanzrat und Generaldirektor der Steuern in Berlin. 1842 wurde er Chefpräsident der Preußischen Oberrechnungskammer. In dieser Funktion trug er zur Vereinheitlichung der Steuern in den Gebieten des Deutschen Zollvereins bei.
Nach seiner Pensionierung im Jahr 1850 heiratete Kuhlmeyer am 18. Juli 1851 seine langjährige Lebensgefährtin Marianne Petri. Er hatte sie während seiner Zeit in Heiligenstadt kennengelernt, wo er ein Haus besaß. Das Paar hatte eine Tochter Marie Kuhlmeyer (* 1852). Kuhlmeyer verstarb im Alter von 84 Jahren in Berlin (bzw. Görlitz).